# Västra Frölunda IF
Västra Frölunda IF är en idrottsförening i Västra Frölunda i Göteborg med sektioner för fotboll och bowling. Tidigare har man även bedrivit ishockey och handboll. Klubben bildades den 2 januari 1930.

## Fotboll
Västra Frölunda IF Fotboll är Västra Frölunda IF:s fotbollssektion, bildad 1930, samtidigt som idrottsföreningen. Västra Frölunda har blivit en av Sveriges stora plantskolor inom fotboll. Klubben kom relativt sent in i elitfotbollen och skiljer sig därmed från alliansklubbarna IFK Göteborg, Örgryte IS och Gais. Frölunda spelade i fotbollsallsvenskan 1987–1989, 1992–1995 och 1998–2000, men har på senare år fallit i seriesystemet och spelar per 2018 i Division 3 Nordvästra Götaland. Fotbollsföreningen har betydligt färre fans än ishockeylaget, vars fans ofta väljer att stödja något av de andra, framgångsrikare fotbollslagen i staden.

## Handboll
Västra Frölunda IF Handboll bildades 1930, samma år som föreningen bildades. Handbollssektionen var främst framgångsrika på herrsidan, med 18 säsonger i högsta serien och två SM-silver (1971 och 1983). 2022 upphörde klubben med handboll på grund av spelarbrist.

## Ishockey
Från 1944 hade idrottsföreningen ishockey på programmet. 1984 blev ishockeysektionen en självständig förening under namnet Västra Frölunda HC. Fr.o.m. 2004 används namnet Frölunda HC. Åren 1995–2020 använde laget tillägget Indians i namnet och en indian som logotyp.

## Bowling
Västra Frölunda IF Bowling är Västra Frölunda IF:s bowlingssektion.

### Fotnoter
1. ↑  ”Göteborgs Ishockeyförbund”. 25 februari 2009. http://www.swehockey.se/templates/NewsPage.aspx?id=4997&epslanguage=sv. Läst 6 oktober 2011.
2. ↑  Martin Alsiö (25 februari 2004). ”De allsvenska klubbarnas födelsedagar”. Bolletinen. http://www.bolletinen.se/sfs/allsvenskan/grundades.pdf. Läst 10 oktober 2011.
3. ↑  "Jubilerande handbollsklubbar". Göteborgs Handbollförbund. Läst 17 april 2019
4. ↑  Selby, Ola (10 mars 2022). ”Tråkiga beskedet: Snart ingen handboll kvar i Västra Frölunda”. Handbollskanalen. https://handbollskanalen.se/ovriga-sverige/trakiga-beskedet-snart-ingen-handboll-kvar-i-vastra-frolunda/. Läst 12 april 2023.
5. ↑  ”Frölunda tar bort indianen”. Sportbladet. 17 september 2020. https://www.aftonbladet.se/sportbladet/hockey/a/7KlBpW/frolunda-tar-bort-indianen. Läst 6 december 2021.